# Chucuíto (tỉnh)
Tỉnh Chucuíto (tiếng Tây Ban Nha: Provincia de Chucuíto) là một tỉnh thuộc vùng Puno của Peru. Tỉnh Chucuíto có diện tích 3978 km², dân số thời điểm theo điều tra dân số ngày 11 tháng 7 năm 1993 là 93001 người. Tỉnh lỵ đóng ở Juli.